# Municipio-ciudad de Murska Sobota
Murska Sobota es un municipio urbano de Eslovenia, situado en el extremo oriental del país. Su capital es la localidad de Murska Sobota. Pertenece a la región estadística del Mura y a la región histórica de Transmurania.
En 2019, el municipio tenía una población de 18 730 habitantes.
Murska Sobota era hasta 1994, junto con el municipio de Lendava, uno de los dos únicos municipios de la región histórica de Transmurania. En 1994 se separaron de Murska Sobota los municipios de Moravske Toplice, Puconci, Gornji Petrovci, Cankova-Tišina (dividido desde 1998 en Cankova y Tišina), Rogašovci, Beltinci, Kuzma (que hasta 1998 incluía también al actual Grad) y Hodoš-Šalovci (dividido desde 1998 en Hodoš y Šalovci).

## Localidades
El municipio comprende, además de la ciudad de Murska Sobota (donde viven dos tercios de la población municipal), los siguientes pueblos:
- Bakovci
- Černelavci
- Krog
- Kupšinci
- Markišavci
- Nemčavci
- Polana
- Pušča
- Rakičan
- Satahovci
- Veščica